# Municipio de Jiguaní
Municipio de Jiguaní är en kommun i Kuba.   Den ligger i provinsen Provincia Granma, i den sydöstra delen av landet, 700 km sydost om huvudstaden Havanna. Antalet invånare är 60 320. Arean är 646 kvadratkilometer.
Terrängen i Municipio de Jiguaní är platt norrut, men söderut är den kuperad.